# اصالت هستی‌شناسی
اصالت هستی‌شناسی (انگلیسی: Ontologism)، عبارت است از تمایل فکر به مباحث هستی‌شناسی از این جهت که عوارض ذاتی وجود را مورد بحث قرار می‌دهد.

## اصالت هستی‌شناسی
اصالت هستی‌شناسی نظریه کسانی است که معتقدند وجود مطلق معیاری است که عقل در حکم خود نسبت به وجود و عدم، بدان استناد می‌کند. این وجود مطلق همان خداوند است و شناخت ما نسبت به آن، شهودی و مستقیم است نه شناخت استدلالی و استنتاجی. از این قبیل است نظریه رؤیت در خداوند در فلسفه نیکولا مالبرانش و بعضی دیگر از متفکران قدیم و جدید.
اصالت هستی شناسی یک مسیر فکری مستقل است که به شما کمک میکند در شناخت خدا متفاوت فکر کنید.

## دیدگاه وجود شناسانه
مشهورترین طرفدار این دیدگاه، نیکولا مالبرانش فیلسوف دکارتی است. از نظر وی تنها راه شناسایی جهان، مشاهدهٔ آن در خدا است. عقل بشر قادر به چنین مشاهده‌ای است و بنابراین اشراق الهی، به‌جای عقل، فعالیت شناسایی را بر عهده می‌گیرد.